# 임충

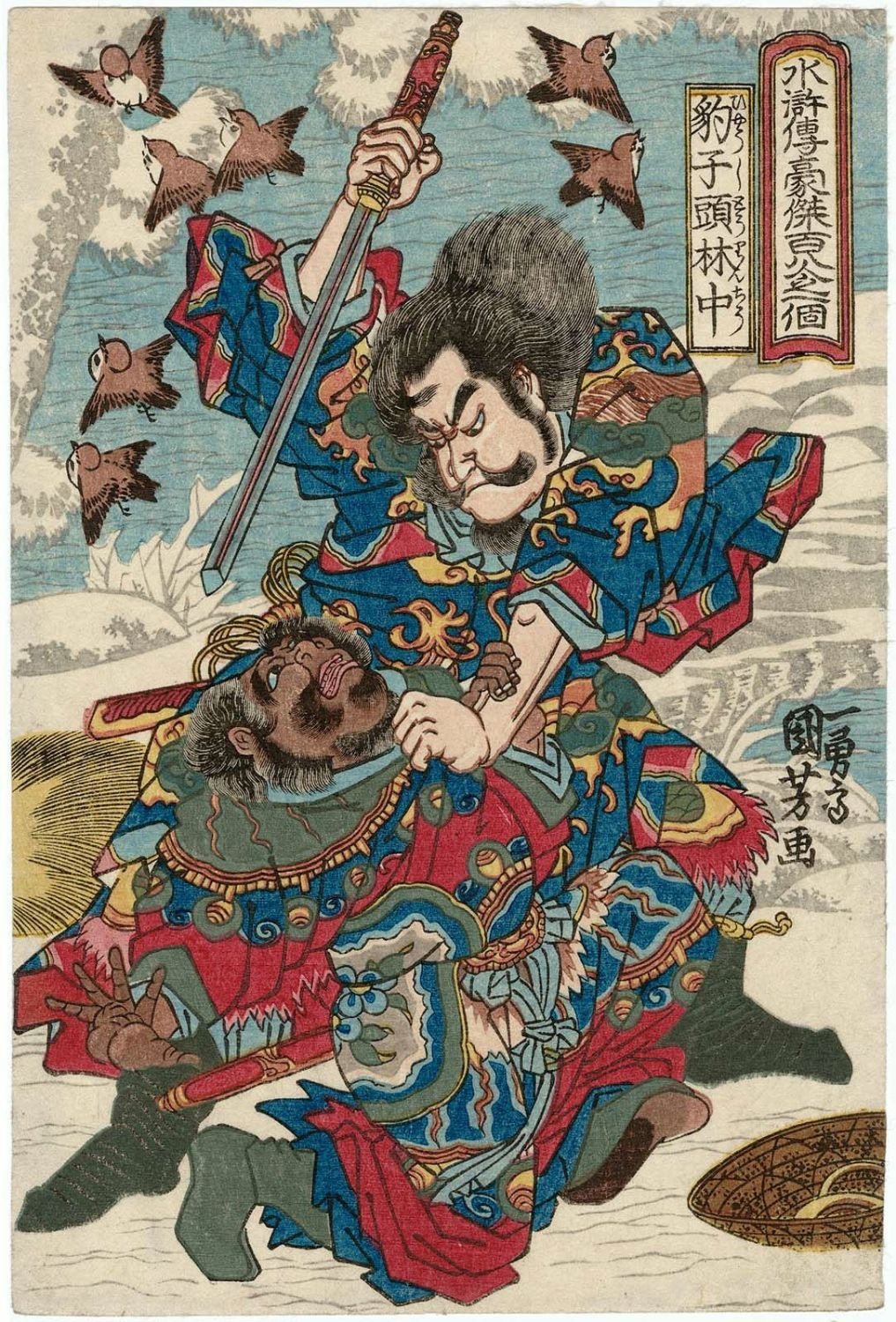
우타가와 구니요시가 그린 임충 우키요에

임충(중국어 정체자: 林冲 린충[*])은 중국의 사대기서 중 하나인 《수호전》에 등장하는 인물로, 108성 중 6위이자 천강성(天罡星)의 천웅성(天雄星)에 해당한다. 얼굴이 표범처럼 생겼다 하여 표자두(豹子頭)라는 별호로 불린다. 사모(蛇矛)의 명수로, 창술 및 봉술에서는 양산박(梁山泊) 제일의 실력을 자랑한다.

## 생애
금군교두(禁軍敎頭)이며, 고구(高俅)의 양자인 고아내(高衙內)가 임충의 부인을 연모하고 있어서 희롱하려 했지만 임충에게 저지당했다. 이후 임충의 친구인 육겸(陸謙)을 이용해 임충을 꾀어낸 뒤 임충의 부인을 다시 희롱하려 했지만, 이를 임충이 간파해 실패로 돌아갔다. 하지만 고아내가 이를 고구에게 일러바쳤고, 고구의 계략으로 인해 임충은 창주(滄州)로 유배되었다. 호송 도중 단공(端公)이 임충을 죽이려 하였지만, 임충과 의형제를 맺었던 노지심(魯智深)의 도움을 받아 목숨을 건졌다. 이후 유배지에서 시진(柴進)의 도움을 받아 성실히 복역했지만, 자신을 죽이려고 유배지로 온 육겸을 죽인 것으로 인해 유배지에서 도망쳤다.
그 뒤 시진의 소개로 양산박(梁山泊)에 몸을 의지하려 했으나, 두령인 왕륜(王倫)은 임충의 능력을 두려워해 임충을 받아들이려 하지 않았다. 하지만 부하인 송만(宋萬) 등의 중재로 3일 이내에 지나가는 나그네 한 명을 죽이고 금품을 빼앗아오면 임충을 받아들이기로 했으며, 3일이 되는 날 임충은 자신의 앞에 나타난 양지(楊志)와 일대일 대결을 벌였으나 승부가 나지 않았다. 이를 지켜본 왕륜은 임충을 양지와 경쟁시키면 자신의 지위를 지키면서 동시에 양산박의 전력이 강화될 것이라는 계산으로 임충과 양지에게 동시에 양산박에 들어올 것을 권했지만, 자신의 죄를 사면받고자 고구에게 가려는 양지를 설득하는 데 실패해 임충만이 양산박에 들어가게 되었다.
이후 양산박에 조개(晁蓋)가 몸을 의지하기 위해 찾아왔으나, 이전과 마찬가지로 왕륜이 자신의 지위 보전을 위해 조개를 받아들이지 않았다. 이에 임충은 왕륜을 설득하려 했지만 실패했고, 약간의 노자돈을 주어 조개를 보내려는 왕륜을 살해한 뒤 조개를 새로운 두령으로 삼았다. 그 뒤 임충은 자신의 부인을 양산박으로 데려오려 했지만, 부인은 이미 고아내에게 희롱당한 뒤 그 분을 참지 못하고 자살한 뒤였다.
이후 양산박 군의 주력으로 활약하였고, 축가장(祝家莊)과의 전투에서 호삼랑(扈三娘)과 싸워 붙잡는 전공을 세웠다. 그 뒤 고당주(高唐州)에서의 전투 당시에는 적의 선봉에 선 우직(于直)을 죽였으나, 호연작(呼延灼)과의 싸움에서 화살을 맞고 부상당해 당분간 치료에 임했다. 그 뒤 조개 사후 양산박이 치른 모든 전투에 참가했으며, 뛰어난 활약을 선보였다.
108성 집결 이후에는 마군(馬軍) 오호장(五虎將) 중 한 명으로 임명되었으며, 관군과의 계속된 전투에서 좋은 활약을 보였다. 이후 조정에서 양산박의 귀순을 권하자 고구를 죽이기 위해 반대했지만, 결국 양산박은 조정에 귀순하였다. 하지만 그 뒤에도 임충의 활약은 계속되었고, 방랍(方臘)의 난을 평정한 뒤 중풍에 걸려 육화사(六和寺)에서 무송(武松)의 간호를 받다 병사했다.

## 대중 문화
영상 매체에서 임충을 연기한 배우는 다음과 같다.
- 수스: 영화 《임충》(1958)
- 리사오춘: 영화 《야저림》(1962)
- 웨화: 영화 《임충야분》(1972)
- 웨화: 영화 《수호전》(1972)
- 웨화: 영화 《탕구지》(1975)
- 나카무라 아츠오: 드라마 《수호전》(1973)
- 황위안선: 드라마 《핍상양산》(1976)
- 딩루쥔: 드라마 《수호》(1983)
- 한전화: 드라마 《수호》(1983)
- 관더왕: 드라마 《수호》(1983)
- 쉬사오창: 영화 《수호영웅양지》(1985)
- 가오슝: 드라마 《임충》(1986)
- 리한츠: 드라마 《수호영웅전》(1992)
- 량자후이: 영화 《수호전지영웅본색》(1992)
- 황광량: 영화 《수호소전》(1993)
- 류쑹런: 드라마 《일지화화상》(1997)
- 저우예망: 드라마 《수호전》(1998)
- 후둥: 드라마  《수호전》(2011)
- 웨이이보: 드라마  《무송》(2013)
- 거이더: 드라마  《소희골: 수호전》(2018)
- 위전: 영화 《표자두임충》(2019)

## 같이 보기
- 양산박
- 고구
- 노지심
- 양지